# Christoph Burkard
Christoph Burkard (* 14. November 1983 in Rottweil) ist ein deutscher Schwimmer und Paralympics-Sieger. Ihm fehlen von Geburt an beide Unterschenkel. Er ist Mitglied der Vereine TV Rottweil und TSV Rottweil.

## Persönlicher Werdegang
Burkard machte 1999 an der Hauptschule in Zimmern ob Rottweil seinen Hauptschulabschluss, anschließend 2001 an der Berufsfachschule Metall Rottweil die Fachhochschulreife und 2004 am Technischen Gymnasium Rottweil die allgemeine Hochschulreife. Nach seinem Abschluss als Bachelor im Bereich Maschinenbau an der Hochschule Furtwangen, Campus Schwenningen macht er derzeit seinen Master mit dem Schwerpunkt Sales and Service Engineering. Außer Schwimmen fährt er in der Freizeit Ski und Fahrrad, spielt Tischtennis, geht Inline-Skaten und spielt Posaune.

## Sportlicher Werdegang
Bereits im Alter von einem Jahr bekam Burkard seine ersten Prothesen. Als Kind bekam er von seiner Patentante ein Paar Skier, in der Folge wurde er Deutscher Jugendmeister auf Skiern.
Burkard hat bereits bei vier paralympischen Wettkämpfen teilgenommen. Während er 2000 im Alter von 16 Jahren bei den Spielen in Sydney bereits zwei vierte Plätze erreichen konnte (100 m Brust und 400 m Freistil), errang er bei den Sommer-Paralympics 2004 in Athen sogar die Goldmedaille und schwamm dabei einen Weltrekord über 400 m Freistil. Bei den Sommer-Paralympics 2008 in Peking erreichte ebenfalls einen 4. Platz über 400 m Freistil und einen 8. Platz über 100 m Brust. Eine Bronzemedaille konnte Burkard bei den Sommer-Paralympics 2012 über 100 m Brust erreichen.
Bei deutschen wie auch internationalen Wettkämpfen konnte Burkard Siege erzielen und hat auch verschiedene Rekorde aufgestellt.
Trainiert wird er bereits seit 1995 von Sigisbert Ackermann.

## Auszeichnungen
Im Jahre 2007 wurde er bei den Deutschen Meisterschaften in Berlin als bester deutscher männlicher Teilnehmer mit dem Brigitta-Blomquist-Wanderpokal ausgezeichnet.
Für seine Bronzemedaille bei den Paralympischen Spielen 2012 ist Burkard nach 2004 zum zweiten Mal mit dem Silbernen Lorbeerblatt durch den Bundespräsident ausgezeichnet worden.

## Rekorde
| Weltrekorde (4)                 | Weltrekorde (4) | Weltrekorde (4)   | Weltrekorde (4) |
| ------------------------------- | --------------- | ----------------- | --------------- |
| 100 m Brust (SB6) (Kurzbahn)    | 1:22,44 min     | 3. Dezember 2009  | Rio de Janeiro  |
| 200 m Brust (SB6) (Kurzbahn)    | 3:02,82 min     | 4. November 2009  | Wuppertal       |
| 800 m Freistil (S8) (Kurzbahn)  | 9:48,39 min     | 26. November 2011 | Remscheid       |
| 1500 m Freistil (S8) (Kurzbahn) | 18:23,70 min    | 26. November 2011 | Remscheid       |
| Europarekorde (1)               |                 |                   |                 |
| 1500 m Freistil (S8)            | 18:51,04 min    | 10. Dezember 2005 | Minneapolis     |
| (Stand: 12. November 2012)      |                 |                   |                 |